# Giuseppe Fancelli (tenore)
Giuseppe Fancelli (Firenze, 24 novembre 1833 – Firenze, 23 dicembre 1887) è stato un tenore italiano del XIX secolo.
Molto apprezzato per le doti vocali all'epoca, ma meno per quelle interpretative, il suo repertorio era basato soprattutto sulle opere di Meyerbeer, Mercadante e specialmente Giuseppe Verdi: fu Radamès alla prima europea dell'Aida di Verdi a Milano nel 1872.

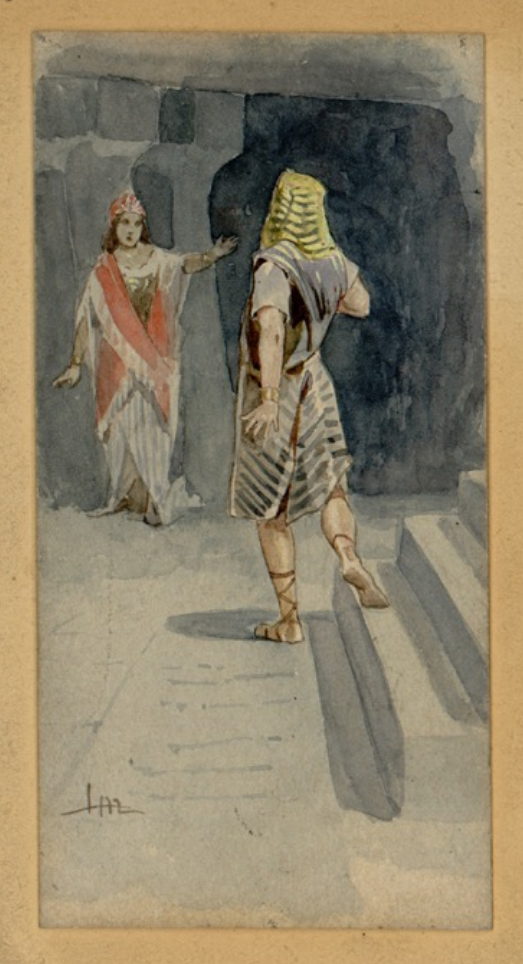
Radamès (Giuseppe Fancelli) e Aida (Teresa Stolz) nell'atto 4, scena 2 alla prima europea del 1872 dellAida alla Scala di Milano (bozzetto di Leopoldo Metlicovitz).

## Biografia
Nacque nel 1833 a Firenze, figlio di un conciatore di pellame.
Fece il suo debutto come tenore a Milano nel Guglielmo Tell di Rossini, quindi si esibì ad Ancona nel Barbiere di Siviglia di Rossini e in Crispino e la comare di Luigi e Federico Ricci nella stagione 1859-1860.
Fu lodato da Antonio Ghislanzoni nei numeri della Gazzetta musicale del 7 ottobre 1866 per I figli di Borgia e dell'11 ottobre dello stesso anno.
Nel 1866, dopo essersi esibito - nel Trovatore di Verdi - per la prima volta a Verona, fu al teatro del Covent Garden di Londra in varie opere.
Dopo essere stato scritturato per una stagione alla Fenice di Venezia, nel 1870-1871, fece ritorno alla Scala di Milano, dove interpretò Radamès alla prima europea dell'Aida di Verdi l'8 febbraio 1872, sostituendo all'ultimo momento Giuseppe Capponi che soffriva di oftalmia; il grande compositore giudicò scadenti le doti interpretative di Fancelli, pur riconoscendogli un'indiscussa qualità vocale.
Morì nel dicembre 1887 a Firenze.